# Полиакрилат натрия
Полиакрилат натрия — вещество, органический полимер, натриевая соль полиакриловой кислоты, имеет химическую формулу вида [-CH2-CH(COONa)-]n. Широко применяется при производстве товаров народного потребления. Одним из основных свойств соединения является способность абсорбировать жидкости в 200—300 раз больше собственной массы. Представляет собой анионный полиэлектролит с отрицательно заряженной карбоксильной группой в основной цепи. Наиболее часто используется натриевая соль полиакриловой кислоты, но существуют также соли калия, лития, аммония.

## Применение
Сферы применения полиакрилата натрия:
- в моющих средствах
- в качестве загустителя
- в составе различных красок
- для изготовления искусственного снега
- в составе гелей для ванн
- сверхабсорбирующие полимеры, созданные на основе полиакрилата натрия, являются основным наполнителем для одноразовых подгузников.
- используется[1] как диспергатор и ингибитор накипи при получении бумаги, целлюлозы и переработке пищевых продуктов.
- для сохранения влаги в почве, в том числе и в цветочных горшках.
- шарики из полиакриалата натрия также используются как детская игрушка (шарики "Orbeez").
- используется в качестве жидкости для бурения в нефтяной промышленности[2]
- используется в качестве органического полимерного закалочного агента в металлургии [3]

## Безопасность
Полиакрилат натрия не раздражает кожу. Он состоит из крупных молекул, которые не обладают способностью проникать в кожу. Плохо очищенный от остатков акриловой кислоты полиакрилат натрия может вызывать сыпь при контакте с кожей. Порошкообразный полиакрилат натрия не рекомендуется вдыхать. 
Попадание большого количества полиакрилата натрия в канализацию может вызывать засоры. 
Безопасность полиакрилата для окружающей среды плохо изучена.

## См. Также
- Гидрогель